# Tephritis schelkovnikovi
Tephritis schelkovnikovi
 es una especie de insecto díptero que Zaitzev describió científicamente por primera vez en el año 1945.
Esta especie pertenece al género Tephritis de la familia Tephritidae.